# Aleida Guevara

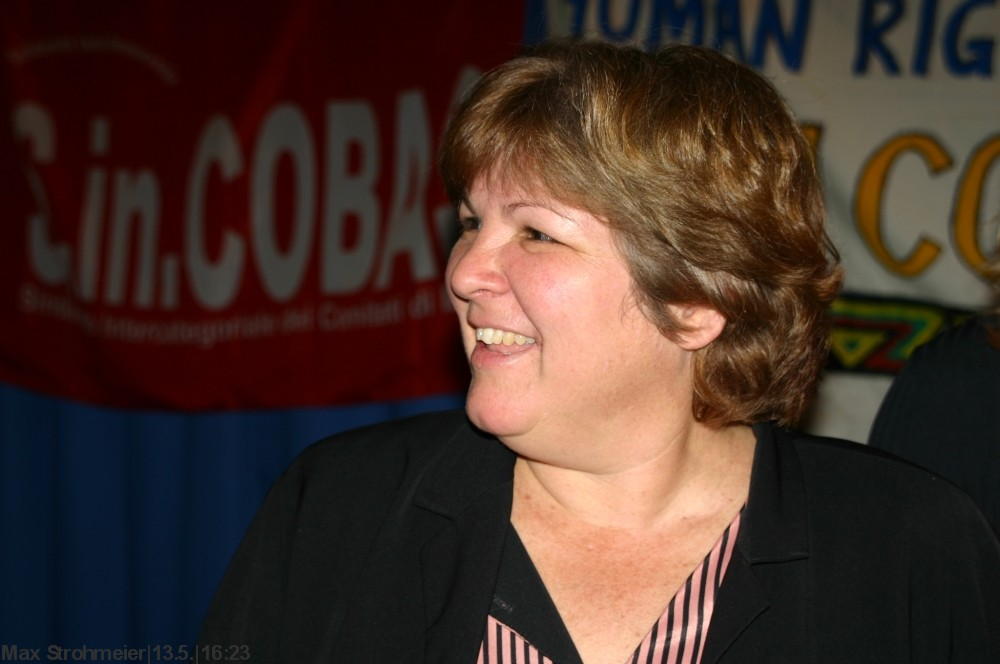
Aleida Guevara

Aleida Guevara, född 17 november 1960 i Havanna, Kuba, kubansk läkare och dotter till Che Guevara. Känd för att resa runt i världen och hålla föreläsningar om sin far och Kuba.